# Anti Dread
Anti Dread – polski zespół muzyczny ze Szczecina założony w 2003 r. Tworzona przez nich muzyka zaliczana jest do gatunku punk rock, w szczególności punk 77. Część kompozycji to rock and roll, streetpunk / oi!, czy nawet reggae. Członkowie zespołu to osoby, które często brały udział także w innych projektach muzycznych, przykładowo takich jak The Hunkies, Road Trip's Over czy The Analogs. Szczególne powiązania z tym ostatnim zespołem sprawiają, że w opinii wielu osób jest do lżejsze dopełnienie jego twórczości. Z treści utworów płynie bowiem dużo przekazu dotyczącego zabawy, alkoholu, dziewczyn, miłości, ulicznego życia, przemocy i innych podobnych tematów, z odrzuceniem polityki. Jak wyżej wspomniano zespół związany jest między innymi ze sceną oi!. W związku z czym pojawiają się pewne kontrowersje dotyczące ewentualnych powiązań z ideami prawicowymi, nacjonalistycznymi, ale muzycy kategorycznie je odrzucają i dają im odpór, zarówno w wypowiedziach jak i działaniach. Inne wątpliwości dotyczą rzekomego seksizmu, co jest kwitowane dosadnymi i pełnymi dobrego humoru, celnymi komentarzami.

## Historia i występy
Zespół muzyczny Anti Dread powstał w 2003 r.. Założony został w Szczecinie. Jak podaje lider zespołu Paweł, ale też i różni autorzy publikacji, jego powstanie wiąże się z tym, że chciał nauczyć się grać na gitarze, gdyż wcześniej miał do czynienia jedynie z gitarą basową. Kupił więc instrument i założył zespół, który początkowo był wielką prowizorką bez konkretnych planów. Grupa zadebiutowała nagranym i wydanym pod koniec 2003 r. albumem zatytułowanym „14 seksistowskich piosenek …”. W kolejnych latach zespół zagrał wiele koncertów głównie w rodzinnym mieście, które były dobrze przyjmowane przez tamtejszą publiczność. Wystąpił również między innymi na „Oi! Hallowen Party” w Chorzowie. Drugi album grupa wydała na początku 2005 r. pod tytułem „Jeszcze Więcej Seksistowskich Piosenek”. W 2006 r. zespół uczestniczył w czwartej edycji „Fląder Pop Festiwal”, który odbył się w Gdańsku – Brzeźno. Kolejny album muzyczny zespołu wydany został w 2007 r. z tytułem „Wszyscy Jesteśmy Lesbijkami”.
W początkach działalności twórczej, muzycy uznawali Anti Dread za projekt głównie studyjny. Powodzenie pierwszego albumu, a później jeszcze lepsze przyjęcie na rynku albumu drugiego, dla którego wytwórnia musiała zrobić drugi nakład, sprawiło, że także dość niespodziewanie zespół zaczął grać sporo więcej koncertów niż się początkowo muzycy spodziewali.
Anti Dread uczestniczył w uczczeniu 10-lecia grupy The Analogs. Wydarzenie trwało dwa dni. Miało miejsce w 2005 r. Oprócz nich wystąpiły także: Schizma, Vespa, Aefde, Komety, PDS, W.S.C., Zbeer, Wściekły Pies i kilka innych. Z innych wspólnych koncertów The Analogs i Anti Dread można wymienić ten z dnia 17.03.2006 r., w Łodzi (Klub Dekompresja), pod szyldem „Anal-Fest”, gdzie wystąpiły także inne zaproszone kapele, które The Analogs darzy specjalną przyjaźnią i sympatią, tj. Bang Bang, PDS, W.S.C., Road Trip's Over, Obstrukcja Obsługi, Rewizja, Zbeer, Lunatix, Bdk. W dniu 19.04.2008 r. odbył się z kolei koncert z okazji 13-lecia zespołu The Analogs w CK Wiatrak w Zabrzu. Oprócz jubilata i Anti Dred wystąpili także Towerblocks, Dumbs, Way Side Crew, Beri Beri, Ziggie Piggie.
Jednym z głośniejszych i wzbudzających pewne emocje koncertów, był występ na skłocie „Fabryka” w Warszawie. Ponieważ było to w pierwszym okresie działalności, kiedy jeszcze zespół szufladkowany był zdecydowanie do sceny street punk / oi!, ten występ wzbudził zainteresowanie i komentarze szczególnie w środowisku street punkowym o udziale w lewackim festynie z hasłem anty-nazi i innymi związanymi z obroną lasów, Indian, gejów itp. Jak sam zespół podkreśla, był to jego pierwszy w Polsce występ na skłocie, ale takie występy miał wielokrotnie wcześniej, między innymi w Niemczech i we Włoszech. W tych krajach brał udział w koncertach także w innych miejscach niż skłoty. Porównując jednak tamtejsze skłoty do tych w Polsce, charakter tych miejsc i tym samym odbywających się tam występów, jednak różnił się znacząco między krajami. A w wydarzeniu w Warszawie uczestniczyli, bo zostali zaproszeni i chcieli.
Inne przykładowe występy oraz wykonawcy, z którymi Anti Dread miał okazję koncertować:
- 2007-02-02: Bydgoszcz, klub „Estrada”, pozostali wykonawcy – Bulbulators, The Cuffs, Beri Beri[20]
- 2007-07-06: Szczecin (Deptak Bogusława)[21][22]
- 2008-05-31: Warszawa (Klub Pretekst), także The Analogs, Werwolf 77, Kombinat 86[23]
- 2008-10-04: Warszawa (No Mercy), także The Analogs, Road Trip's Over, Persona Non Grata[24]
- 2011-01-22: Szczecin (Studenckie Centrum Kultury „Kontrasty”), koncert charytatywny na rzecz osób z autyzmem, także Sami Niemi, Premedytacja, Soul Ink, Road Trip's Over[7]
- 2011-03-22: Szczecin (Studenckie Centrum Kultury „Kontrasty”), także PKS[a], Brewery Szein[25]
- 2011-08-12: Maniowy, w ramach dwudniowego festiwalu M.E.B.P. Fest, edycja 2, także wielu innych wykonawców[26]
- 2011-08-26: Szczecin, Oldschoolfest, także The Analogs, O.D.C., DIAMONGS & GUNS[27]
- 2012 r.: Międzyzdroje (amfiteatr), „Rockin` for Kids Festiwal 2012”, impreza charytatywna, także Grave For You, Empty Space, Proyekt A.R.H, Rich Bitch, O.D.C, Mantra Park, ManuFunkTura, Scylla, Materia[28]
- 2012-05-16 do 20: Szczecin (Łasztownia), juwenalia, także Łona, Webber&The Pimps, Farben Lehre, Pih, EastWest Rockers, Sokół i Marysia Starosta, Czesław Mozil (Czesław Śpiewa) i Parias, Sobota, Noyz Boyz, Pomorzanie, Hey, Vavamuffin[29][30]
- 2013 r.: Kortowiada, także Happysad, Bethel, Zabili Mi Żółwia[3]
- 2016-12-17: Szczecin (Kolumba 4 – szczeciński loft kultury), po reaktywacji zespołu, także The Zwyrols[31]
- 2017-08-23: Szczecin (Kolumba 4 – szczeciński loft kultury), trzydniowy festiwal muzyczny „Come With Us Festival”, także wielu innych wykonawców[32]
- 2021-09-25: Szczecin (Budynek Kina Kosmos), jako gość specjalny, także Dr Misio, The Analogs[33].

## Nazwa i symbole
Założyciele zespołu przyjęli dla niego nazwę własną „Anti Dread”. W niektórych opracowaniach można jednak spotkać się z nieprawidłowym zapisem tej nazwy w postaci jednego słowa – „Antidread”.
Muzycy w odniesieniu do przyjętej przez nich nazwy zespołu stwierdzają, iż jest to po prostu nazwa i tyle, a odnosi się do faktu, że nikt z ówczesnych członków, tj. na czas powstania zespołu, nie nosił dreadów i nie ma w niej jakiegokolwiek manifestu. A wypowiedź w tej kwestii powstała w wyniku sugestii zawartej w pytaniu zadanym w ramach przeprowadzanego wywiadu i powtarzanego także wielokrotnie później, że wynika ona z niechęci do Rastamanów. Choć muzycy odżegnują się od jakiegokolwiek większego zainteresowania się tym nurtem, czy kierowania przekazu przeciwko niemu, bowiem wskazują, że temat ich w ogóle nie interesuje, to jednak wyrażają swoje wątpliwości, aby Polak mógł być Rastamanem. I to wszystko mimo pozytywnego ich stosunku do samej muzyki reggae.
Symbol zespołu zawiera w sobie takie elementy jak nożyczki, brzytwa i żelazny krzyż. Odżegnując się żartobliwie od fryzjerstwa, wyjaśniają jednak wątpliwości co do samego krzyża. Ten ostatni element wzbudza bowiem pewne wątpliwości, gdyż kojarzony bywa z faszyzmem. Takie skojarzenie również muzycy kategorycznie odrzucają. Podkreślają, że jest to skojarzenie niesłuszne, oparte na zawłaszczeniu symbolu przez hitlerowców, co jednak historycznie nie ma uzasadnienia, gdyż przykładowo wcześniej było to odznaczenie nadawane za odwagę już podczas pierwszej wojny światowej. Inne funkcjonujące skojarzenia według muzyków prowadzą ku ostrzejszym odmianom rock’a’rolla, w tym do punk rocka granego przez zespół.

## Skład i powiązania

### Wprowadzenie
Początkowo zespół tworzyło pięciu muzyków. Jego skład nie był publicznie przedstawiany. Sprawiało to wrażenie chęci zachowania przez muzyków pewnego stopnia tajemniczości i występowania incognito. Na wprost zadane pytanie w jednym z wywiadów o przyczyny takiego postępowania odpowiedź jednego z członków zespołu nie zawierała żadnych konkretów i lawirowała w kierunku takich stwierdzeń jak: chcemy też zostać tajemniczymi Don Pedrami, ... aspirujemy do wielu tytułów ..., a pomijała kwestię kto ówcześnie, tj. przed wydaniem pierwszego albumu, tworzy zespół. Informacje o składzie w zasadzie wówczas ograniczyły się informacji dotyczącej instrumentariów: dwie gitary elektryczne, gitara basowa i perkusja. Niemiej czasem następowały zamiany pośród członków zespołu odnoście przypisanych im instrumentów. Zakres informacji obejmuje także fakt wykorzystania oprócz wokalu głównego, także wokali wspomagających i chórków. Ta strategia pewnej tajemniczości co do składu kapeli, przy wydawaniu kolejnych albumów, została w późniejszym okresie działalności zespołu zarzucona. Jak wskazują muzycy, nie było takiego założenia, a jedynie początkowa chęć sprawdzenia co będzie i jak będzie przy takim podejściu. Możliwość trwałego grania incognito wykluczały przecież choćby koncerty i oczywista rozpoznawalność członków zespołu znanych już także z innych kapel.

### Członkowie zespołu
Członkowie zespołu z całego okresu jego działalności:
- Andrzej "Hałabała" Haraburda – wokal[1][16][37][38]
- Błażej Halski – gitara (2003)[1][2][39], chórek, drugi wokal[39] /Talibana Commando[2][40]/
- Dydas – gitara[1][10][41] (2003–2005)[1]
- Grzesiek – gitara (2007)[1]
- Kacper Kosiński – perkusja[16][37][38][41] /Kacper "Kacek"[1]/
- Dariusz "Kefir" Śmietanka – gitara basowa (2003–2005)[1][39]
- Maciej "CL-boy" Kiersznicki – gitara[1][16][37][38][42], instrumenty klawiszowe[16][37], chórek, drugi wokal[37] (Chlorek[6])
- Maras "Cotton Candy" – gitara basowa[1][37][38], chórek, drugi wokal[37]
- Mirosław "Miro" Lipniewski – gitara basowa (2005–2008)[1] /(Mirosław "Planeta małp" Lipniewski[5][10][16]/
- Mop – gitara[5]
- Olaf – gitara (2007)[1]
- Paweł Boguszewski – perkusja[1][39][41] (2003–2005)[1] /Dmuchacz[2][5], Fat Bed[2][43]/
- Paweł "Piguła" Czekała – gitara[1][2][5][10][16][37][38][39][41], chórek, drugi wokal[39][37] /Red Jude Razor[41]/
- Piotr Półtorak – wokal (2003–2006)[1][5][10][39] /Rudy[2], Zamałomniekochasz[2][44]/
- Szymon "Kanister" Jędrol – perkusja (2005–2007)[1][6][10] ("Brzydki Kanister", "Rudy Kanister"[5]).

### Goście
Razem z zespołem Anti Dread gościnnie współtworzyli między innymi:
- "Kolarz" – instrumenty klawiszowe („14 Seksistowskich Piosenek”, 2003 r.)[39]
- Marta – chórek, drugi wokal („Jeszcze Więcej Seksistowskich Piosenek”, 2005 r.)[5][10]
- Mateusz – instrumenty klawiszowe („Jeszcze Więcej Seksistowskich Piosenek”, 2005 r.)[5][10]
- Piotr "Skoda" Skotnicki – gitara, gitara basowa („Jeszcze Więcej Seksistowskich Piosenek”, 2005 r.)[5][10].

### Członkowie i goście zespołu według funkcji
| Funkcja                             | Członkowie                                                                                | Goście                  |
| ----------------------------------- | ----------------------------------------------------------------------------------------- | ----------------------- |
| wokal                               | Andrzej "Hałabała" Haraburda, Piotr Półtorak                                              |                         |
| wokal gościnny, wokal w tle, chórki | Błażej Halski, Maciej "CL-boy" Kiersznicki, Maras "Cotton Candy", Paweł "Piguła" Czekała  | Marta                   |
| gitara                              | Błażej Halski, Dydas, Grzesiek, Maciej "CL-boy" Kiersznicki, Olaf, Paweł "Piguła" Czekała | Piotr "Skoda" Skotnicki |
| gitara basowa                       | Dariusz "Kefir" Śmietanka, Maras "Cotton Candy", Mirosław "Planeta małp" Lipniewski       | Piotr "Skoda" Skotnicki |
| perkusja                            | Kacper Kosiński, Paweł Boguszewski, Szymon "Kanister" Jędrol                              |                         |
| instrument klawiszowy               | Maciej "CL-boy" Kiersznicki                                                               | Kolarz, Mateusz         |

Paweł "Piguła" Czekała jest autorem dużej części tekstów do utworów zespołu Anti Dread. Podobnie jest w przypadku zespołów The Analogs i The Hunkies. Jak sam podaje, pisząc nowy tekst, zawsze uwzględnia konkretny zespół dla którego powstaje. Nie jest więc w tym przypadku tak, że powstaje tekst i zostaje on „przydzielony” do zespołu, tylko siadając do konkretnego tematu, autor z góry wie dla jakiego zespołu jest on przeznaczony. Nidy jednak nie tworzy dla danego zespołu większej serii kolejnych teksów dla danej kapeli, lecz tworzy je pojedynczo, zmieniając często zespół dla którego pisze kolejny tekst.

### Składy zespołu
| Członek                            | 2003 r. | 2005 r. | 2007 r. | 2008 r. | 2011 r. |
| ---------------------------------- | ------- | ------- | ------- | ------- | ------- |
| Andrzej "Hałabała" Haraburda       | Nie     | Nie     | Tak     | Tak     | Tak     |
| Błażej Halski                      | Tak     | Nie     | Nie     | Nie     | Nie     |
| Dariusz "Kefir" Śmietanka          | Tak     | Nie     | Nie     | Nie     | Nie     |
| Dydas                              | Nie     | Tak     | Nie     | Nie     | Nie     |
| Kacper Kosiński                    | Nie     | Nie     | Tak     | Tak     | Tak     |
| Maciej "CL-boy" Kiersznicki        | Nie     | Nie     | Tak     | Tak     | Tak     |
| Maras "Cotton Candy"               | Nie     | Nie     | Nie     | Tak     | Tak     |
| Mirosław "Planeta małp" Lipniewski | Nie     | Tak     | Tak     | Nie     | Nie     |
| Paweł Boguszewski                  | Tak     | Nie     | Nie     | Nie     | Nie     |
| Paweł "Piguła" Czekała             | Tak     | Tak     | Tak     | Tak     | Tak     |
| Piotr Półtorak                     | Tak     | Tak     | Nie     | Nie     | Nie     |
| Szymon "Kanister" Jędrol           | Nie     | Tak     | Nie     | Nie     | Nie     |

### Powiązania
Muzycy zespołu współtworzyli także w ramach innych projektów i grup muzycznych, niekiedy równolegle do działań w zespole Anti Dread, w tym między innymi:
- All Bum: Dydas[45]
- Beri Beri: Szymon "Kanister" Jędrol[6]
- Eye For An Eye: Dydas[45]
- GAN: Paweł Boguszewski[43][46], Mirosław "Miro" Lipniewski[46]
- Needles & Pins: Mirosław "Miro" Lipniewski[2]
- Not So Fast: Błażej Halski[40]
- Popłoch Wśród Dziewcząt: Dariusz "Kefir" Śmietanka[2]
- Próżnia: Kanister[5]
- Road Trip's Over: Maciej "CL-boy" Kiersznicki[2][42]
- Smash: Dydas[45]
- Street Chaos: Kacper Kosiński, Maciej "CL-boy" Kiersznicki, Paweł "Piguła" Czekała[47]
- The Analogs: Błażej Halski[2][40], Paweł Boguszewski[2][18][43], Paweł "Piguła" Czekała[2], Piotr Półtorak /Rudy/[5][18][44], Szymon "Kanister" Jędrol[48]
- The Bill: Dariusz "Kefir" Śmietanka[49]Paweł Boguszewski[2][43]
- The Hunkies: Piotr Półtorak /Rudy/[2][5]
- Vespa: Błażej Halski[40]
- WC: Paweł Boguszewski[43]
- Włochaty: Dydas[2][45]
- Wściekły Pies: Andrzej "Hałabała" Haraburda[2]
- Zenon Reagan: Dariusz "Kefir" Śmietanka[2]
- Zwolnienie Warunkowe: Dariusz "Kefir" Śmietanka[2].

Córka Pawła "Piguły" Czekały współtworzyła zespół Beri Beri.

## Dyskografia

### Dyskografia zespołu
Albumy muzyczne:
- „14 seksistowskich piosenek” (2003 r., płyta kompaktowa – JAZZ 060, kaseta magnetofonowa – JAZZ 059, ALT 0826, wydawnictwo: Jimmy Jazz Records)[8][36][39][52][53][54]
- „Jeszcze więcej seksistowskich piosenek” (2005 r., płyta kompaktowa – JAZZ 073, R41, wydawnictwo: Jimmy Jazz Records)[9][10][11][55]
- „Wszyscy jesteśmy lesbijkami” (2007 r., płyta kompaktowa – JAZZ 103, wydawnictwo: Jimmy Jazz Records)[13][14][15][16][17]
- „Zestaw do samobójstwa” (2008 r., płyta kompaktowa – JAZZ 121, wydawnictwo: Jimmy Jazz Records)[37][56][57][58]
- „Generacja śmierci” (2011 r., płyta kompaktowa – JAZZ 145, wydawnictwo: Jimmy Jazz Records)[38][59][60].

### Składanki
Składanki, kompilacje, promo, tribute albumy:
- „Punks, Skins & Rude Boys Now! Vol. 10” – Garaż Nr 20 (2003 r., płyta kompaktowa – JALT 0835, wydawnictwo: Jimmy Jazz Records)[62]
- „Prowadź mnie ulico vol. 1” – seria Prowadź mnie ulico (2004 r., płyta kompaktowa – JAZZ 063, wydawnictwo: Jimmy Jazz Records)[63][64]
- „Tribute to Partia” (2005 r., płyta kompaktowa – JAZZ 083, wydawnictwo: Jimmy Jazz Records), tribute album dla zespołu Partia[65][66][67][68][69]
- „Punks, Skins & Rude Boys Now! Vol. 12” – Garaż Nr 22 (2005 r., płyta kompaktowa, wydawnictwo: Jimmy Jazz Records)[70]
- „Prowadź mnie ulico vol. 2” – seria Prowadź mnie ulico (2005 r., płyta kompaktowa – JAZZ 077, wydawnictwo: Jimmy Jazz Records)[71][72][73]
- „Pasażer #21 Sampler”  – Pasażer nr 21 (2006 r., płyta kompaktowa, wydawnictwo: Pasażer)[74][75]
- „Nie Ma Zagrożenia Jest Dezerter” – Tribute to Dezerter (2006 r., dwie płyty kompaktowe, wydawnictwo: Pasażer; oraz edycja z 2020 r.), tribute album dla zespołu Dezerter[76][77][78]
- „Prowadź mnie ulico vol. 3” – seria Prowadź mnie ulico (2006 r., płyta kompaktowa – JAZZ 092, wydawnictwo: Jimmy Jazz Records)[15][79][80][81]
- „Prowadź mnie ulico vol. 4” – seria Prowadź mnie ulico (2007 r., płyta kompaktowa – JAZZ 104, wydawnictwo: Jimmy Jazz Records)[82][83][84]
- „Street Rockers Volume One” (2007 r., płyta kompaktowa, wydawnictwo: Oldschool Records)[85][86]
- „Punks, Skins & Rude Boys Now! Vol. 17” – Garaż Nr 27 (2009 r., płyta kompaktowa, wydawnictwo: Jimmy Jazz Records)[87][88]
- „Street Rockers Volume One” (2011 r., płyta kompaktowa – OLDCD001, wydawnictwo: Oldschool Records)[89]
- „Punks, Skins & Rude Boys Now! Vol. 20” – Garaż Nr 30 (2012 r., płyta kompaktowa – R 2878, 14055, wydawnictwo: Jimmy Jazz Records)[90][91]
- „Uliczni wojownicy” – Tribute To Analogs (2023 r., płyta kompaktowa – HCTR016, wydawnictwo: Hardcore Tattoo Records), tribute album dla zespołu The Analogs[92][93][94][95]

### Teledyski
Teledyski:
- „Byle dalej”[h][96]
- „Miłosne pogo”[97]
- „Sobotnia Noc”[9][55]
- „Zabawka”[21].

### Covery
Zespół inspirując się twórczością innych kapel, w szczególności punk rocka 77, w swoim repertuarze posiada zrealizowane przez siebie covery, w tym między innymi utwory takich wykonawców jak:
- Cock Sparrer[13][14][15] („Secret Army” – „Tajna Armia”[15])
- Eddy Grant[8][36], ale w wersji The Clash[8][36][54] („Police On My Back” – „Policja Na Plecach”[36][54])
- Ramones[5][9][11] („Chciałbym Być Twoim Chłopakiem”[11][55])
- Sex Pistols[8][36][54] („Pretty Vacant” – „Piękni i Puści”[36][54])
- Skrewdriver[8][36][54] („Antisocial” – „Antysocjal”[36][54])
- The Boys[5][9][11][55] („Pierwszy Raz”, „Weekend”[11][55])
- The Dictators[13][14][15] („Pussy and Money” – „Dupy i forsa”[15])
- Turbonegro[13][14][15] („I Have Erection” – „Mam erekcję”[14][15]).

## Twórczość i opinie
Muzyka tworzona i prezentowana przez zespół to przede wszystkim punk rock. Sami muzycy także w ten sposób określają zrealizowane przez siebie utwory. Pierwotnie był to przede wszystkim punk w stylu '77. W momencie postawania kapeli, w Polsce niewiele było innych grup o takim repertuarze, więc zespół już wówczas zwrócił na siebie uwagę. Pośród tej bazy stylistycznej można dostrzec także wraz z rozwojem twórczości kolejne wątki czy elementy budujące klimat takich styli muzycznych jak rocksteady i reggae, a nawet – w pojedynczych przypadkach – lekkiej stylizacji początku lat 80. XX wieku w Polsce reprezentowanej brzmieniem między innymi zespołu Super Girl and Romantic Boys. Pojawiają się także opinie dotyczące niektórych albumów, że część utworów sięga już niemal polo punka, do tego stopnia, że z przymrużeniem oka jeden z nich jest określany jako „pedalski”, „lewy” i „słodki”. Ukierunkowanie na melodyjne kompozycje ale z dużą dawką energii sprawia, ze brzmią one często niemal rock and rollowo, czy glam rockowo.
W opiniach zazwyczaj zwraca się uwagę na niezłe piosenki prezentowane przez zespół, często zawierające chwytliwe refreny, sprawne chórki i dobre solówki zawarte w kompozycjach przy zachowaniu odpowiednich proporcji. Całość to stosunkowo proste kompozycje ukierunkowane na zabawę. Pod względem przekazu płynącego z treści utworów to można wymienić główne wątki takie jak zabawa, alkohol, dziewczyny, miłość, odwieczna walka płci, przemoc, uliczne życie, boks, niechęć do polityki i zdecydowanie bez zagłębiania się w jakiekolwiek ideologie, często ujęte z przymrużeniem oka, na luzie. Niektóre teksty określane również bywają po prostu jako „świńskie”. Choć niektórzy wskazują jednakże, że oprócz teksów z przymrużeniem oka czy z ironią, są też teksty poważne, a ocena niektórych recenzentów prowadzi do wniosku, sprzecznego z deklaracjami muzyków i powierzchownym oglądem ich twórczości, o zespole świadomym, zaangażowanym, walczącym z uprzedzeniami, bezkompromisowym. Można spotkać wypowiedzi lidera zespołu i autora tekstów, że są one o niczym i nie ma w nich nic głębszego. Po prostu w przypadku Anti Dread według niego jest zabawa, jest punk rock i tyle. A przy tym stworzone utwory to kawał niezłej roboty z duża dawką melodii, po prostu niezłe zarówno instrumentalnie jak i tekstowo. Oczywiście twórczość zespołu można lubić lub nie. Ale nie można pozostać obojętnym. W dużej części niewątpliwie jest ona przebojowa.
Dokonania Anti Dread w oczywisty sposób, wynikający z powiązań, porównywane są do zespołu The Analogs. Częściowo dopatruje się w nich kontynuację wątków znanych z twórczości The Analogs, ale dostrzegalny jest tu znacznie większy luz, dystans, zabawa. Oprócz tego pojawiają się w publikacjach porównania do takich zespołów jak między innymi The Vibrators, The Lurkers, Angelic Upstarts, The Boys, The Undertones. Pewnych podobieństw w twórczości można doszukać się także z grupą Bulbulators.
Zwrócono także uwagę na pewne zmiany w stylistyce zachodzące w czasie. Przykładowo pierwsza płyta zespołu była ostrzejsza (bardziej street punkowa), niż druga, która z założenia miała być lekka, miękka brzmieniowo, bardziej melodyjna, z lżejszym wokalem. I to się udało. A przy trzecim albumie trwająca ewolucja twórczości prowadzi do zahacza o polo punka. Zmiany stylu w czasie dotyczą także tekstów samych utworów. Różnice jednak nie dotyczą tylko zmian w kolejnych albumach. Wyraźnie bardziej melodyjne i lżejsze kompozycje prezentowane w albumach muzycznych, na koncertach odgrywane są wyraźnie ostrzej, a sam wokal ma znacznie cięższy wymiar. Sami muzycy komentują to jednoznacznie, iż nie dotyczy to tylko ich kapeli ale wielu innych zespołów, co wynika ze specyfiki nagrywania a studio oraz aranżacji utworów na płytę oraz zupełnie innej specyfiki koncertów. Kolejna wyraźna zmiana w zakresie wokalu związana była, co jest oczywiste, ze zmianą wokalisty.

## Inspiracje
Jak podają członkowie zespołu ukierunkowanie jego twórczości na punk rocka wynika z prostego faktu, że jest to muzyka, którą lubią i chcą grać. Ponadto dobrze komponuje się to z ich stylem życia i sposobem spędzania czasu wolnego. Przy czym nie jest to muzyka tworzona przez nich z myślą o kierowaniu do konkretnego odbiorczy czy subkultury, lecz dla każdego kto będzie chciał słuchać. A ponieważ we wczesnym okresie działalności deklarowali, że chcą zostać gwiazdami punk rocka, to po spełnieniu tego celu, obiorcami ich twórczości będą także nawet ci co nie chcą. W tym wszystkim ponadto nie może brakować choć odrobiny prowokacji. Ale zawsze najważniejsza jest zabawa.
Co ważne zakresie treści utworów wyraźnie dominuje tematyka zabawy, alkoholu, dziewczyn, miłości ale i również przemocy, ulicznego życia, boksu oraz trzymania się jak najdalej możliwe od polityki. Wynika to w dużej mierze z odniesień do życia osób tworzących zespół. Muzycy sami o sobie stwierdzają, że są gośćmi, którzy myślą tylko o alkoholu, gołych dziewczynach i boksie i lubią filmy na których nie trzeba myśleć. To ich inspiruje także w twórczości. Ponadto wyraźnie zaznacza się fascynacja gangsterskimi klimatami, ulicą na której wyrośli, marginesem społecznym i wszystkim co szemrane. A sama muzyka dla nich to treść ich życia.
Pośród ulubionych i inspirujących dla Anti Dread zespołów wymieniane są między innymi takie grupy muzyczne jak: The Undertones, Ramones, The Clash, Sex Pistols, U.S. Bombs, Rancid.
Dla członków zespołu projekt Anti Dread różni się od innych projektów w których uczestniczyli lub uczestniczą. Dla niektórych z nich jest to swego rodzaju odskocznia, czasem o innej stylistyce muzycznej. Stanowi również prowokację oraz możliwość zdobycia dystansu do muzyki i niesionego przez nią przekazu.

## Kontrowersje
Pewne kontrowersje wzbudzało kilka kwestii związanych z zespołem i ich twórczością, choć były one wyjaśniane oraz dementowane przez muzyków przy okazji różnych wywiadów. Do takich spraw należy przede wszystkim kwestia ewentualnego prezentowania, czy choćby nawet tylko popierana idei prawicowych, nacjonalistycznych, czy wręcz faszystowskich. Pośród elementów, które kreowały takie wątpliwości publicyści wymienią między innymi wyżej wspominany symbol zespołu w postaci krzyża żelaznego, czy cover utworu zespołu Skrewdriver. Twórcy jednak zdecydowanie odrzucają takie zarzuty i jasno przeciwstawiają się takim poglądom. Ani przekaz wypływający z treści utworów, ani jakiekolwiek działania, nie potwierdzają tych zarzutów, a wyjaśnienie tych wątpliwości jasno i klarownie jest przedstawione w wypowiedziach muzyków. W kwestii żelaznego krzyża wyjaśnienie to opisane jest w rozdziale „Nazwa i symbole” niniejszego artykułu. Natomiast utwór kapeli Skrewdriver, którego cover znalazł się w repertuarze Anti Dread pochodził z pierwszej ich płyty, a więc z okresu działalności, kiedy była to po prostu kapela punk rockowa, nie związana jeszcze zupełnie ze sceną prawicową, Rock Against Communism i ideami prawicowymi, faszystowskimi czy nacjonalistycznymi. Ponadto niektórzy autorzy publikacji traktują ten utwór jako swego rodzaju prowokację.
Sami muzycy zaś zwracają uwagę, że w początkach działalności po wydaniu pierwszego albumu wyraźnie street punkowego / oi'owego, Anti Dread był kojarzony właśnie wyłącznie z tą sceną. Tymczasem w tamtym okresie istniała ze strony skrajnie lewicowych środowisk tendencja do szufladkowania wszystkich zespołów nurtu oi! jako podszytych ekstremizmem prawicowym. Działało to także w kierunku przeciwnym – zespoły street punkowe, które jawnie i głośno odrzucały prawicowe, faszystowskie ideologie, bywały uważane za lewackie. Ciekawym faktem jest w tym kontekście, że znany z kilku zespołów, w tym z Anti Dread, Paweł "Piguła" Czekała był uważany za głównego faszystę w Polsce, później za lewaka, co skutkowało ostatecznie zaprzestaniem przejmowania się tymi „przypinanymi mu łatkami”, biorąc pod uwagę odrzucenie przez niego obu ekstremizmów. Zespół z założenia grywał w swojej historii zarówno na skłotach jak i na innych koncertach, ale tylko z zespołami, które nie mają nic wspólnego z rasizmem czy faszyzmem. Ponadto jak podkreśla muzyk, ta sama sytuacja dotyczyła zespołu The Analogs, wywodzącego się z zespołu Dr. Cycos, grającego ska. Był on jednym z pierwszych w Polsce zespołów promującym fakt, że skinheadzi nie są faszystami, rasistami i nie mają innych tego typu uprzedzeń.
Do innych kontrowersyjnych kwestii związanych z zespołem zaliczany jest zarzut seksizmu. Przejawiać się on ma według niektórych wypowiedzi między innymi w postawie muzyków, treściach utworów, tytułach, w tym w tytułach albumów muzycznych, treściach teledysków itp. elementach rzutujących na sposób odbioru i kreowanego wizerunku zespołu. Tutaj za komentarz może posłużyć między innymi jedna z wypowiedzi jednego z członków kapeli, który podsumowuje ten zarzut prostymi, ale też nieco przewrotnymi stwierdzeniami, cytat: Lubimy dziewczyny, niektórym to wystarczy żeby nas okrzyczeć seksistami. Chcieliśmy ich uprzedzić i okrzyknęliśmy się sami. Niech wymyślą coś innego. oraz że dziewczyny są bardzo fajne, a interesowanie się nimi to nic złego. Ponadto lider zespołu wskazuje, że na bardziej zaangażowanej części sceny punk, to tam każde mówienie o kobiecie jest traktowane jako seksizm, co powoduje, że niemal z góry teksty do dziewczynach, kobietach w utworach zespołów punk 77 czy skinhead z góry są uznawane za seksistowskie. Te kontrowersje częściowo niewątpliwie są także pokłosiem akcji skierowanych przez feministki wobec zespołu The Analogs, który uważany był przez pewien czas za wrogów feministek i ekologów, co jak przyznaje lider Anti Dred i równocześnie The Analogs, podsycali swego czasu sami muzycy i dobrze przy tym się bawili.